# إيهإيإيتشي أإيهمورا
إيهإيإيتشي أُإيهمورا (باليابانية: 植村 映一) (مواليد 1 ديسمبر 1975)، هو لاعب كرة قدم ياباني سابق كان يلعب كلاعب وسط.

## وصلات خارجية
- إيهإيإيتشي أإيهمورا على موقع رابطة كرة القدم اليابانية للمحترفين (اليابانية)